# Hans-Albert Dithmer
Hans-Albert Ludwig Dithmer (* 1. September 1907 in Rostock; † 24. April 1992 in Hamburg) war ein deutscher Maler, Bühnenmaler, Schauspieler und Buch-Illustrator.

## Leben
Hans-Albert Ludwig Dithmer wurde am 1. September 1907 als Sohn des Polizeileutnants Ludwig Karl Sophus Heinrich Dithmer und seiner Ehefrau Anna-Maria Charlotte Friederike Luise geb. Strecker in Rostock geboren.
Bereits vor Ende des Zweiten Weltkriegs arbeitete er als Bühnenmaler für die Komödie in Wien, Bühnen in den Niederlanden sowie andere Theater.
Nach 1945 wurde er hauptsächlich bekannt durch das Hamburger Ohnsorg-Theater, für das er über 500 Bühnenbilder schuf, wie beispielsweise für Zwei Kisten Rum (1958 und 1968) oder für Schweinskomödie (1962).
Seit den 1950er-Jahren spielte er in einigen Komödien zusammen mit Heidi Kabel, Otto Lüthje und anderen Schauspielern mit und war oft im Deutschen Fernsehen zu sehen. Auch arbeitete er als Szenenbild-Maler für Puppenfilme des NDR-Fernsehens.
Er restaurierte einige Bilder des Malers Thomas Herbst, der motivisch auch teilweise seine eigenen Bilder prägte.
Hans Albert Dithmer arbeitete bis zu seinem Tode 1992.